# Антродія білувата
Антродія білувата (Antrodia albida) — вид базидіомікотових грибів родини фомітопсисових (Fomitopsidaceae). Росте на стовбурах дерев листяних, рідко хвойних порід. Спричиняє буру гниль деревини.

## Поширення
Вид поширений на всіх материках, крім Австралії. В Україні трапляється на Закарпатті.

## Опис
Плодові тіла однорічні, розпростерті. Шапинки завдовжки до 8 см, завширшки 2 — 3 см, сильно набігають гіменофором на субстрат, рідко поодинокі, частіше зібрані в черепичасті групи або поздовжні ряди. Поверхня спочатку білувата, пізніше блідо-жовта. Гіменофор трубчастий. Споровий порошок білий. Спори циліндричні, безбарвні, розміром 8-14 х 3,5-6 мкм.